# Setipinna melanochir
Setipinna melanochir är en fiskart som först beskrevs av Bleeker, 1849.  Setipinna melanochir ingår i släktet Setipinna och familjen Engraulidae. Inga underarter finns listade i Catalogue of Life.